# Синдхи
Синдхи (деванагари: सिन्धी, арабска азбука: سنڌي) е индоарийски език, говорен от над 30 милиона души, основно в пакистанската провинция Синд и в част от Индия.